# Großsteingrab von Werste
Das Großsteingrab von Werste liegt südlich der Werster Straße (vor Haus-Nr. 128) im Bad Oeynhauser Ortsteil Werste im ostwestfälischen Kreis Minden-Lübbecke in Nordrhein-Westfalen.

## Beschreibung

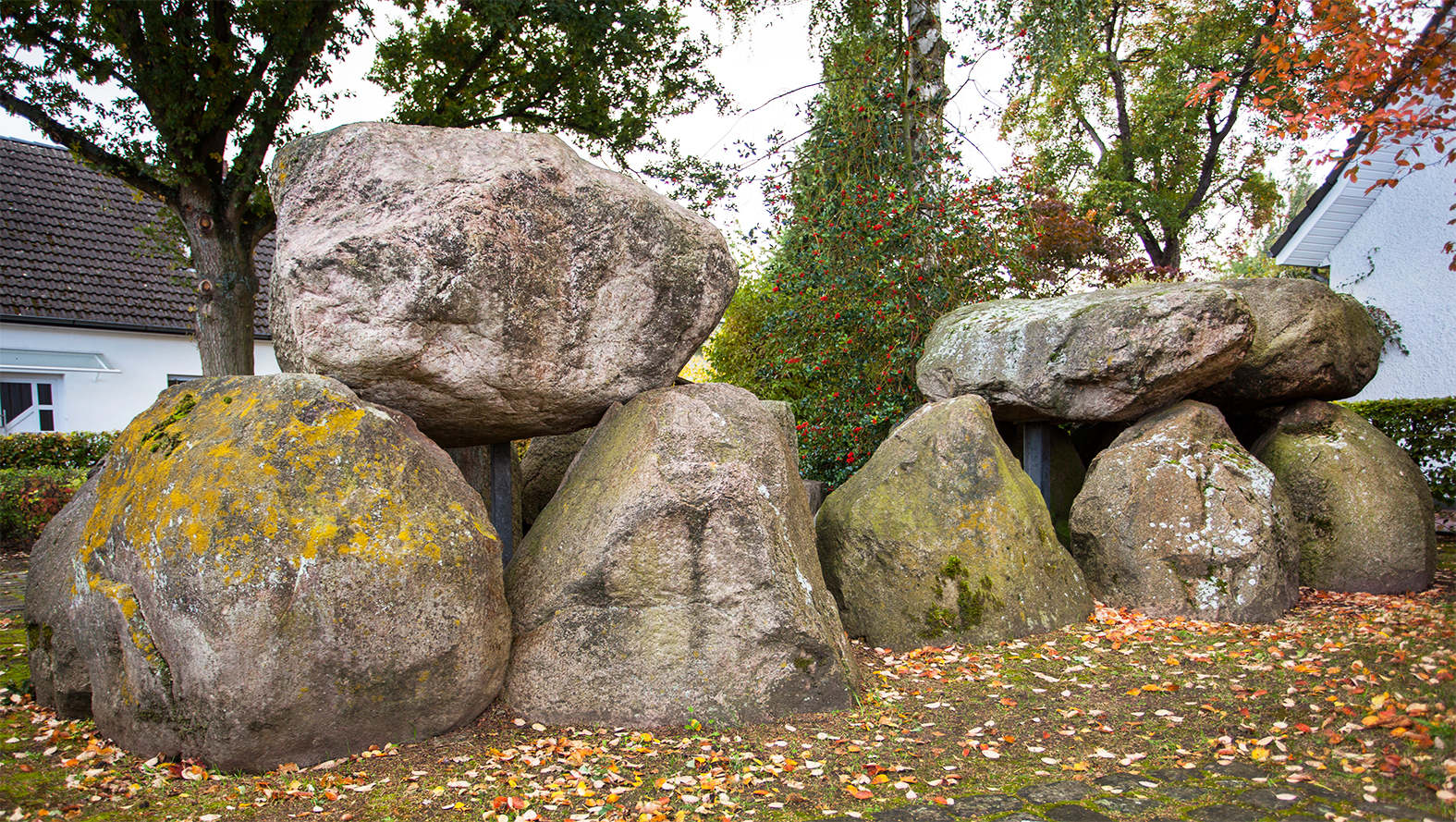
Das Großsteingrab in Werste

Das Großsteingrab von Werste ist eine versuchte Rekonstruktion aus den Jahren 1926 und 1979 unter Verwendung der originalen Findlinge. Das Originalgrab wurde im 18./19. Jahrhundert ausgegraben und undokumentiert an den heutigen Standort versetzt. Die Grabanlage mit drei Decksteinen ist ca. 10 m × 4 m groß und in Ost-West-Richtung ausgerichtet. Der Zugang befindet sich auf der Südseite. Das Grab wird auf die Jungsteinzeit datiert und der Trichterbecherkultur zugeordnet.